# Stepan Razin (film)
Stepan Razin (Степан Разин) è un film del 1939 diretto da Ivan Pravov e Ol'ga Ivanovna Preobraženskaja.